# Помощник депутата Государственной думы
Помощник депутата Государственной думы Федерального собрания Российской Федерации — должность в Государственной думе. Вступить в должность можно как на общественных началах (безвозмездно), так и на штатной основе (срочный трудовой договор или служебный контракт).

## Права и обязанности помощника депутата Госдумы

### Обязанности
Согласно статье 39 Федерального закона от 8 мая 1994 г. № 3-ФЗ, помощник депутата Госдумы исполняет следующие обязанности:
- ведет запись на приём к депутату Госдумы и проводит предварительный прием;
- готовит аналитические, информационные, справочные и иные материалы, необходимые депутату Госдумы для осуществления ими своих полномочий;
- получает по поручению депутата Госдумы в органах государственной власти и местного самоуправления, избирательных комиссиях и комиссиях референдума и общественных организациях документы, в том числе получает вне очереди проездные документы, а также информационные и справочные материалы, депутату Госдумы для осуществления ими своих полномочий;
- организует встречи депутата Госдумы с избирателями;
- ведет делопроизводство;
- выполняет иные поручения депутата Госдумы, предусмотренные срочным служебным контрактом или срочным трудовым договором.

### Права
Помощник депутата Госдумы имеет право на следующие привилегии:
- бесплатное перемещение на автобусах и поездах в рамках территории, определенной трудовым договором или контрактом;
- беспрепятственный проход в помещения любых учреждений, в том числе и государственных органов, использование их техники в случае необходимости;
- пользование копировально-множительной и вычислительной техникой, имеющейся в распоряжении органов государственной власти, органов местного самоуправления и организаций, расположенных на территории соответствующего субъекта Российской Федерации или на территории, определяемой в соответствии с законодательством Российской Федерации;

- использование помещений вокзалов, аэропортов, государственных органов и др. для приема чиновников;
- принимать корреспонденцию, адресованную депутату Госдумы.

Кроме этого, в случае задержания, ареста или привлечения к ответственности помощника депутата, соответствующие органы обязаны незамедлительно проинформировать об этом депутата Госдумы.

## Требования к кандидатам на должность помощника депутата Государственной думы ФС РФ
Кандидат на должность помощника депутата Госдумы обязан:
- иметь высшее образование;
- быть совершеннолетним гражданином Российской Федерации.